# もしも願いが…
「もしも願いが…」（もしもねがいが…）は、2009年10月14日に発売された日本の女性歌手・玉置成実の18枚目のシングル。

## 概要
- 2010年卓上カレンダーが付いた初回限定生産盤と、CD+DVDの初回限定盤、CDのみの通常盤（全てジャケット違い）の3形態でリリース。通常盤にのみ「Magic」を収録。初回限定盤付属のDVDには表題曲「もしも願いが…」のPVを収録。
- 「もしも願いが…」はWii用ゲームソフト『ヴァルハラナイツ エルダールサーガ』のイメージソング。プロデューサーに、EXILE、CHEMISTRY、東方神起、平井堅等、人気アーティストを多数組手掛ける松尾"KC"潔を迎えた純R&Bサウンドの意欲作。2009年を締めくくるに相応しいミッド・バラードで、玉置成実の新しいスタイルを確立している。
- 全盤共通のカップリング曲「好きやで 〜愛しい人へ〜」は、玉置と同じ関西出身の5MCと1DJと1総合司会からなるヒップホップ・ユニットET-KINGの2007年のスマッシュ・ヒット曲「愛しい人へ」をサンプリングした同曲のアンサーソング。
- 通常盤のみ収録の「Magic」は、日本の女性R&BシンガーTinaの1999年のスマッシュ・ヒット曲の同名同曲のカバー。この楽曲はかつて玉置がデビューのきっかけとなるオーディションで歌った、まさに“原点”の楽曲である。

## 収録曲

### 初回限定生産盤
- CD

1. もしも願いが…
プロデュース：Kiyoshi"KC"Matsuo for NEVER TOO MUCH PRODUCTIONS
 作詞:Kiyoshi Matsuo/作曲:Kiyoshi Matsuo,Yoshihiro Toyoshima/編曲:Maestro-T
2. 好きやで 〜愛しい人へ〜
作詞:ET-KING,Ryosuke Shigenaga/作曲:ET-KING & NAOKI-T,Ryosuke Shigenaga/編曲:Keita Kawaguchi
3. もしも願いが… (Instrumental)
作曲:Kiyoshi Matsuo,Yoshihiro Toyoshima/編曲:Maestro-T

2010年卓上カレンダー付き

### 初回限定盤
- CD

1. もしも願いが…
プロデュース：Kiyoshi"KC"Matsuo for NEVER TOO MUCH PRODUCTIONS
 作詞:Kiyoshi Matsuo/作曲:Kiyoshi Matsuo,Yoshihiro Toyoshima/編曲:Maestro-T
2. 好きやで 〜愛しい人へ〜
作詞:ET-KING,Ryosuke Shigenaga/作曲:ET-KING & NAOKI-T,Ryosuke Shigenaga/編曲:Keita Kawaguchi
3. もしも願いが… (Instrumental)
作曲:Kiyoshi Matsuo,Yoshihiro Toyoshima/編曲:Maestro-T

- DVD
もしも願いが… (Music Clip)

### 通常盤
- CD

1. もしも願いが…
プロデュース：Kiyoshi"KC"Matsuo for NEVER TOO MUCH PRODUCTIONS
 作詞:Kiyoshi Matsuo/作曲:Kiyoshi Matsuo,Yoshihiro Toyoshima/編曲:Maestro-T
2. 好きやで 〜愛しい人へ〜
作詞:ET-KING,Ryosuke Shigenaga/作曲:ET-KING & NAOKI-T,Ryosuke Shigenaga/編曲:Keita Kawaguchi
3. MAGIC
作詞:TINA/作曲:Satoru Sugawara/サウンド・プロヂュース・編曲:Masaaki Asada